# Maciej Paterski
Maciej Paterski  nascido a 12 de setembro de 1986 é um ciclista polaco, membro da equipa Wibatech Merx. Estreiou em 2010 com a equipa italiana Liquigas-Doimo.

## Palmarés
2008
- 1 etapa do Giro das Regiões

2011
- 3º do Campeonato da Polónia em Estrada

2014
- Tour da Noruega
- Memóriał Henryka Łasaka

2015
- 1 etapa da Volta à Catalunha
- Tour da Croácia, mais 2 etapas

2016
- 1 etapa do Bałtyk-Karkonosze Tour

2017
- Szlakiem Walk Majora Hubala, mais 1 etapa
- Tour de Malopolska, mais 2 etapas
- Puchar Uzdrowisk Karpackich

2018
- Visegrad 4 Bicycle Race-GP Slovakia
- Visegrad 4 Bicycle Race-GP Polski Via Odra
- 1 etapa do Tour de Malopolska
- Puchar Uzdrowisk Karpackich
- Minsk Cup
- Raiffeisen G. P.[1]

2019
- 1 etapa do Circuito das Ardenas
- 2 etapas do CCC Tour-Grody Piastowskie
- Wyścig Mjr. Hubala-Sante Tour, mais 2 etapas

## Resultados nas Grandes Voltas e Campeonatos do Mundo
| Carreira           | 2009 | 2010 | 2011 | 2012 | 2013 | 2014 | 2015 | 2016 | 2017 | 2018 | 2019 |
| ------------------ | ---- | ---- | ---- | ---- | ---- | ---- | ---- | ---- | ---- | ---- | ---- |
| Giro d'Italia      | -    | -    | -    | -    | -    | -    | 79º  | -    | 137º | -    | -    |
| Tour de France     | -    | -    | 69º  | -    | -    | -    | -    | -    | -    | -    | -    |
| Volta a Espanha    | -    | 77º  | -    | 89º  | 54º  | -    | -    | -    | -    | -    | -    |
| Mundial em Estrada | Ab.  | -    | 38º  | -    | 19º  | 17º  | 59º  | Ab.  | Ab.  | Ab.  | -    |

-: não participa 

Ab.: abandono